# Larrell Murchison
Larrell Murchison (24 aprile 1997) è un giocatore di football americano statunitense che milita nel ruolo di defensive tackle per i Los Angeles Rams della National Football League (NFL).

## Carriera

### Tennessee Titans
Murchison al college giocò a football al Louisburg College (2016-2017) e all'Università statale della Carolina del Nord (2018-2019). Fu scelto dai Tennessee Titans nel corso del quinto giro (174º assoluto) del Draft NFL 2020. Debuttò come professionista nella gara del secondo turno contro i Jacksonville Jaguars mettendo a segno un tackle. La sua stagione da rookie si chiuse con 4 placcaggi in 10 presenze.

### Los Angeles Rams
Il 12 dicembre 2012 Murchison firmò con i Los Angeles Rams.